# Мин Си
Мин Си (урожд. кит. трад. 奚夢瑤, упр. 奚梦瑶, пиньинь Xī Mèngyáo, палл. Си Мэнъяо; род. 8 марта 1990, Шанхай) — китайская топ-модель.
Родилась в 1990 году в Шанхае. Являлась студенткой университета Дунхуа. Карьеру модели начала в 2009 году, после успешного участия в международном модельном конкурсе Elite Model Look, на котором заняла третье место, в этом же году подписала профессиональный контракт с агентством Elite Model Management. В 2010 году Си подписала контракт с агентством Ford Models, и была выбрана лицом новой коллекции Givenchy, после чего стала одной из самых востребованных азиатских топ-моделей своего поколения.
В различное время принимала участие в показах: Michael Kors, Cushnie Et Ochs, Prabal Gurung, Diane Von Fürstenberg, Oscar de la Renta, Hussein Chalayan, Kenzo, Elie Saab, Chanel, Vionnet, Irfe, Versace, Just Cavalli, Moschino, Fausto Puglisi, Christian Dior, Givenchy, Dolce & Gabbana, Acne, Alexander Wang, Alexandre Herchcovitch, Altuzarra, Brioni, Burberry, Chapurin, Cushnie et Ochs, DSquared², Daks, Dries van Noten, Hugo Boss, Jason Wu, Jonathan Saunders, Lanvin, Louis Vuitton, Marco de Vincenzo, Marios Schwab, Mary Katranzou, Matthew Williamson, Max Mara, Meadham Kirchhoff, Sonia Rykiel, Ter et Bantine, Tommy Hilfiger, Topshop Unique и другие.
В 2013, 2014, 2015 и 2016, 2017 и 2018 годах была приглашена на итоговые показы компании Victoria’s Secret.